# معركة اوشنو
كانت معركة أوشنو ، التي دارت رحاها في 16 أبريل 1918، فيما يُعرف الآن بأشنوية، اشتباكًا رئيسيًا بين القوات الآشورية بقيادة آغا بطرس والقوات التركية والفارسية والكردية. وخلال هذه المواجهة، شن آغا بطرس وقواته هجومًا ضد القوات التركية من أجل الاستيلاء على أوشنو، وعبروا التضاريس القاسية وحققوا في النهاية نصرًا ساحقًا.

## خلفية
كان ذلك في 16 أبريل 1918 عندما تقدمت القوة الآشورية بقيادة آغا بطرس نحو أوشنو وسوج بولاك. وبينما كانوا يواجهون الأتراك، واجهوا قوة متفوقة يبلغ تعدادها حوالي 2000 جندي، مصحوبة بقوزاق وأكراد فارسيين ، مسلحين بمدافع ثقيلة.
قبل ذلك، خاضت القوات الآشورية معارك ضد قوات القوزاق الفارسية في أورميا ودلمان، بعد أن أرسلتها الحكومة الإيرانية لنزع سلاح الآشوريين. فشل القوزاق الفارسيون في البداية، وواصل الآشوريون حمل أسلحتهم والحفاظ على تنظيمهم العسكري.

## معركة
لم يُذكر الكثير عن هذه المعركة، لكن القوات الآشورية بقيادة آغا بطرس كانت قد تقدمت إلى أوشنو، ثم اضطرت إلى المرور عبر التضاريس الجبلية التي شكلت تحديًا لهم. وعلى الرغم من ذلك، هاجم الآشوريون القوة التركية ودمروها، محققين نصرًا باهرًا على ما يبدو. ثم أصيبت القوة التركية بالذعر وتراجعت نتيجة لذلك.

## العواقب
هزم الآشوريون الأتراك، وأجبروهم على الانسحاب من أوشنو وسوج بولاك. في ذلك الوقت، أسر الآشوريون ما يقرب من 325 أسير حرب، معظمهم من الأكراد، وحملوهم بعيدًا. كان 24 منهم ضباطًا. ووفقًا للآشوريين، فقد عومل السجناء معاملة جيدة وأُطلق سراحهم في النهاية في غضون أيام قليلة، وكانت هذه المعاملة مفاجئة للغاية نظرًا لحقيقة أن الأتراك أرهبوا القرى الآشورية. وفي وقت لاحق، سار الآشوريون نحو سولدوز حيث لم يتم مهاجمة أي قرية فارسية أو نهبها.

## أنظر أيضا
معركة شاراه
مالك خوشابا
معركة جبل سراي